# WSE Champions League
La WSE Champions League (autrement dit La Ligue des Champions de la WSE) est la plus importante compétition européenne de rink hockey entre clubs. Cette compétition annuelle est organisée par la World Skate Europe et réunit les équipes des meilleurs clubs européens depuis la saison 1965-1966.
Entre 1965 et 1996 cette compétition était appelée Coupe des champions, entre 1996 et 2007 Ligue des champions et entre 2007 et 2022 Ligue Européenne.
 En 2022, la compétition est renommée WSE Champions League.

## Format
Le format de la plus importante compétition européenne de clubs a évolué à plusieurs reprises. Le format actuel date de la saison 2008-2009. 16 équipes sont réparties en quatre groupes de 4, chaque groupe se disputant en matchs aller-retour. Les deux premiers de chaque groupe se disputent alors le titre lors d'une finale à huit, ou final eight, qui se déroule en quatre jours.
Auparavant, de 1996 à 2007, la Ligue des champions commence par un tour éliminatoire et un tour préliminaire à élimination directe. Ensuite les 8 équipes qui gagnent le tour préliminaire sont placées dans deux groupes. Les deux premiers de groupe se disputent le titre au cours d'une finale à quatre, ou final four, dans une ville européenne.

## Histoire
Lors des 50 premières éditions, le rink hockey espagnol a largement dominé la compétition, remportant 44 éditions, dont 21 rien qu'à l'actif du FC Barcelone. Le Portugal (5 titres) et l'Italie (1 titre) se partageant les miettes. Les clubs portugais ont envoyé un nombre très important de clubs en finale sans parvenir à décrocher à de nombreuses reprises le graal européen.

## Palmarès

### Palmarès par édition
| Saison              | Lieu                          | Vainqueur                     | Finaliste                     |                               |
| Coupe des Champions | Coupe des Champions           | Coupe des Champions           | Coupe des Champions           |                               |
| ------------------- | ----------------------------- | ----------------------------- | ----------------------------- | ----------------------------- |
| 1965/66             |                               | CP Voltregà (1)               | HC Monza                      |                               |
| 1966/67             |                               | Reus Deportiu (1)             | HC Monza                      |                               |
| 1967/68             |                               | Reus Deportiu (2)             | HC Triestina                  |                               |
| 1968/69             |                               | Reus Deportiu (3)             | SL Benfica                    |                               |
| 1969/70             |                               | Reus Deportiu (4)             | CP Voltregà                   |                               |
| 1970/71             |                               | Reus Deportiu (5)             | Hockey Novara                 |                               |
| 1971/72             |                               | Reus Deportiu (6)             | Hockey Novara                 |                               |
| 1972/73             |                               | FC Barcelone (1)              | SL Benfica                    |                               |
| 1973/74             |                               | FC Barcelone (2)              | GD de Maputo                  |                               |
| 1974/75             |                               | CP Voltregà (2)               | FC Barcelone                  |                               |
| 1975/76             |                               | CP Voltregà (3)               | FC Barcelone                  |                               |
| 1976/77             |                               | Sporting CP (1)               | CP Vilanova                   |                               |
| 1977/78             |                               | FC Barcelone (3)              | RSC Bruxelles                 |                               |
| 1978/79             |                               | FC Barcelone (4)              | Reus Deportiu                 |                               |
| 1979/80             |                               | FC Barcelone (5)              | SL Benfica                    |                               |
| 1980/81             |                               | FC Barcelone (6)              | AFP Giovinazzo                |                               |
| 1981/82             |                               | FC Barcelone (7)              | Amatori Lodi                  |                               |
| 1982/83             |                               | FC Barcelone (8)              | HC Sentmenat                  |                               |
| 1983/84             |                               | FC Barcelone (9)              | HC Liceo                      |                               |
| 1984/85             |                               | FC Barcelone (10)             | FC Porto                      |                               |
| 1985/86             |                               | FC Porto (1)                  | Hockey Novara                 |                               |
| 1986/87             |                               | HC Liceo (1)                  | FC Porto                      |                               |
| 1987/88             |                               | HC Liceo (2)                  | Hockey Novara                 |                               |
| 1988/89             |                               | CE Noia (1)                   | Sporting CP                   |                               |
| 1989/90             |                               | FC Porto (2)                  | CE Noia                       |                               |
| 1990/91             |                               | OC Barcelos (1)               | Roller Monza                  |                               |
| 1991/92             |                               | HC Liceo (3)                  | HC Seregno                    |                               |
| 1992/93             |                               | Igualada HC (1)               | SL Benfica                    |                               |
| 1993/94             |                               | Igualada HC (2)               | OC Barcelos                   |                               |
| 1994/95             |                               | Igualada HC (3)               | SL Benfica                    |                               |
| 1995/96             |                               | Igualada HC (4)               | FC Barcelone                  |                               |
| Ligue des Champions |                               |                               |                               |                               |
| 1996/97             | Barcelone                     | FC Barcelone (11)             | FC Porto                      |                               |
| 1997/98             | Vercelli                      | Igualada HC (5)               | HC Amatori Vercelli           |                               |
| 1998/99             | Igualada                      | Igualada HC (6)               | FC Porto                      |                               |
| 1999/00             | Porto                         | FC Barcelone (12)             | FC Porto                      |                               |
| 2000/01             | Séville                       | FC Barcelone (13)             | HC Liceo                      |                               |
| 2001/02             | Guimarães                     | FC Barcelone (14)             | OC Barcelos                   |                               |
| 2002/03             | La Corogne                    | HC Liceo (4)                  | Igualada HC                   |                               |
| 2003/04             | Viareggio                     | FC Barcelone (15)             | FC Porto                      |                               |
| 2004/05             | Reus                          | FC Barcelone (16)             | FC Porto                      |                               |
| 2005/06             | Torres Novas                  | Follonica Hockey (1)          | * Vainqueur du groupe         |                               |
| 2006/07             | Bassano del Grappa            | FC Barcelone (17)             | Hockey Bassano                |                               |
| Ligue Européenne    |                               |                               |                               |                               |
| 2007/08             | Barcelone                     | FC Barcelone (18)             | Reus Deportiu                 |                               |
| 2008/09             | Bassano del Grappa            | Reus Deportiu (7)             | Club Pati Vic                 |                               |
| 2009/10             | Valdagno                      | FC Barcelone (19)             | Club Pati Vic                 |                               |
| 2010/11             | Andorre-la-Vieille            | HC Liceo (5)                  | Reus Deportiu                 |                               |
| 2011/12             | Lodi                          | HC Liceo (6)                  | FC Barcelone                  |                               |
| 2012/13             | Porto                         | Benfica (1)                   | FC Porto                      |                               |
| 2013/14             | Barcelone                     | FC Barcelone (20)             | FC Porto                      |                               |
| 2014/15             | Bassano del Grappa            | FC Barcelone (21)             | Club Pati Vic                 |                               |
| 2015/16             | Lisbonne                      | SL Benfica (2)                | UD Oliveirense                |                               |
| 2016/17             | Lérida                        | Reus Deportiu (8)             | UD Oliveirense                |                               |
| 2017/18             | Porto                         | FC Barcelone (22)             | FC Porto                      |                               |
| 2018/19             | Lisbonne                      | Sporting CP (2)               | FC Porto                      |                               |
| 2019/20             | Arrêté pour cause de Covid-19 | Arrêté pour cause de Covid-19 | Arrêté pour cause de Covid-19 | Arrêté pour cause de Covid-19 |
| 2020/21             | Luso                          | Sporting CP (3)               | FC Porto                      |                               |
| 2021/22             | Torres Novas                  | GSH Trissino (1)              | AD Valongo                    |                               |

| Édition              | Année                | Vainqueur            | Score                | Finaliste            | Lieu                                              |
| WSE Champions League | WSE Champions League | WSE Champions League | WSE Champions League | WSE Champions League | WSE Champions League                              |
| -------------------- | -------------------- | -------------------- | -------------------- | -------------------- | ------------------------------------------------- |
| 58e                  | 2023                 | FC Porto (3)         | 5 - 1                | AD Valongo           | Pavilhão Municipal José Natário, Viana do Castelo |
| 59e                  | 2024                 | Sporting CP (4)      | 2 - 1                | UD Oliveirense       | Super Bock Arena, Porto                           |
| 60e                  | 2025                 | OC Barcelos (2)      | 1 - 1 2 - 0 tab      | FC Porto             | Centro de Desportos e Congressos, Matosinhos      |
| 61e                  | 2026                 |                      | -                    |                      |                                                   |

### Palmarès par club
| Rang | Club                | Titres (éditions) | Finales perdues (éditions)                                                              |
| ---- | ------------------- | --- | --------------------------------------------------------------------------------------- |
| 1    | FC Barcelone        | 22 (1973, 1974, 1978, 1979, 1980, 1981, 1982, 1983, 1984, 1985, 1997, 2000, 2001, 2002, 2004, 2005, 2007, 2008, 2010, 2014, 2015, 2018) | 4 (1975, 1976, 1996, 2012)                                                              |
| 2    | Reus Deportiu       | 8 (1967, 1968, 1969, 1970, 1971, 1972, 2009, 2017)                                                                                      | 3 (1979, 2008, 2011)                                                                    |
| 3    | HC Liceo            | 6 (1987, 1988, 1992, 2003, 2011, 2012)                                                                                                  | 2 (1984, 2001)                                                                          |
| 4    | Igualada HC         | 6 (1993, 1994, 1995, 1996, 1998, 1999)                                                                                                  | 1 (2003)                                                                                |
| 5    | Sporting CP         | 4 (1977, 2019, 2021, 2024) | 1 (1989)                                                                                |
| 6    | FC Porto            | 3 (1986, 1990, 2023) | 14 (1985, 1987, 1997, 1999, 2000, 2004, 2005, 2006, 2013, 2014, 2018, 2019, 2021, 2025) |
| 7    | CP Voltregà         | 3 (1966, 1975, 1976) | 1 (1970)                                                                                |
| 8    | SL Benfica          | 2 (2013, 2016) | 5 (1969, 1973, 1980, 1993, 1995)                                                        |
| 9    | OC Barcelos         | 2 (1991, 2025) | 2 (1994, 2002)                                                                          |
| 10   | CE Noia             | 1 (1989) | 1 (1990)                                                                                |
| 11   | Follonica Hockey    | 1 (2006) | -                                                                                       |
| 12   | GSH Trissino        | 1 (2022) | -                                                                                       |
| 13   | Hockey Novara       | - | 4 (1971, 1972, 1986, 1988)                                                              |
| 14   | Club Pati Vic       | - | 3 (2009, 2010, 2015)                                                                    |
| 15   | UD Oliveirense      | - | 3 (2016, 2017, 2024)                                                                    |
| 16   | HC Monza            | - | 2 (1966, 1967)                                                                          |
| 17   | AD Valongo          | - | 2 (2022, 2023)                                                                          |
| 18   | HC Triestina        | - | 1 (1968)                                                                                |
| 19   | GD de Maputo        | - | 1 (1974)                                                                                |
| 20   | CP Vilanova         | - | 1 (1977)                                                                                |
| 21   | RSC Bruxelles       | - | 1 (1978)                                                                                |
| 22   | AFP Giovinazzo      | - | 1 (1981)                                                                                |
| 23   | Amatori Lodi        | - | 1 (1982)                                                                                |
| 24   | HC Sentmenat        | - | 1 (1983)                                                                                |
| 25   | Roller Monza        | - | 1 (1991)                                                                                |
| 26   | HC Seregno          | - | 1 (1992)                                                                                |
| 27   | HC Amatori Vercelli | - | 1 (1998)                                                                                |
| 28   | Hockey Bassano      | - | 1 (2007)                                                                                |

### Palmarès par pays
| Rang | Pays     | Finales | Finales | Finales |
| Rang | Pays     | Gagnées | Perdues | Total   |
| ---- | -------- | ------- | ------- | ------- |
| 1    | Espagne  | 46      | 17      | 63      |
| 2    | Portugal | 11      | 28      | 39      |
| 3    | Italie   | 2       | 13      | 15      |
| 4    | Belgique | 0       | 1       | 1       |